# Årets idrottsledare
Årets ledare (egentligen Årets Ledare i samarbete med TT Nyhetsbyrån) är en svensk utmärkelse inom sport, som delas ut under den årliga Svenska Idrottsgalan till föregående års främsta idrottsledare. Pristagaren framröstas av sportcheferna på de svenska mediehusen tillsammans med en jury från Idrottsgalan. 
Priset delades för första gången ut vid Svenska idrottsgalan 2014, som en hopslagning av Svenska Idrottsakademins pris Årets ledare/tränare (som delades ut vid Idrottsgalan varje år mellan 2000 och 2013) och Tidningarnas Telegrambyrås pris TT:s idrottsledarpris. 

## Mottagare
| År   | Namn                    | Idrottsgren    | Ref   |
| ---- | ----------------------- | -------------- | ----- |
| 2014 | Pär Mårts               | Ishockey       |       |
| 2015 | Rikard Grip             | Längdskidor    |       |
| 2016 | Håkan Ericson           | Fotboll        |       |
| 2017 | Lars Lagerbäck          | Fotboll        |       |
| 2018 | Graham Potter           | Fotboll        |       |
| 2019 | Janne Andersson         | Fotboll        |       |
| 2020 | Peter Gerhardsson       | Fotboll        | [ 2 ] |
| 2021 | Helena & Greg Duplantis | Friidrott      | [ 3 ] |
| 2022 | Vésteinn Hafsteinsson   | Friidrott      | [ 4 ] |
| 2023 | Johan Röjler            | Skridskoåkning | [ 5 ] |
| 2024 | Johannes Lukas          | Skidskytte     | [ 6 ] |